# 4-烯丙基苯甲酸
4-烯丙基苯甲酸是一种有机化合物，化学式为C10H10O2。它可由烯丙基溴和Wang树脂吸附的4-碘苯甲酸及异丙基溴化镁在四氢呋喃中反应制得。它和氢氧化钠反应，可以得到4-烯丙基苯甲酸钠。